# The Horse with the Flying Tail
The Horse with the Flying Tail é um filme-documentário estadunidense de 1960 dirigido e escrito por Larry Lansburgh. Venceu o Oscar de melhor documentário de longa-metragem na edição de 1961.

## Elenco
- George Fenneman - Narrador